# 加茂村 (三重県)
加茂村（かもむら）は三重県志摩郡にあった村。現在の鳥羽市の中部、加茂川流域にあたる。

## 地理
- 海洋：鳥羽湾
- 山岳：丸山、青峰山、浅間山
- 河川：加茂川

## 歴史
- 1889年（明治22年）4月1日 - 町村制の施行により、岩倉村・船津村・河内村・松尾村・白木村・安楽島村の区域をもって答志郡加茂村が発足。
- 1896年（明治29年）4月1日 - 郡の統合により所属郡が志摩郡に変更[1]。
- 1945年（昭和20年） - 海軍により震洋の基地ができる[2]。
- 1954年（昭和29年）11月1日 - 鳥羽町・長岡村・鏡浦村・桃取村・答志村・菅島村・神島村と合併して鳥羽市が発足。同日加茂村廃止。

## 地域
学校
- 加茂村立加茂小学校
- 加茂村立加茂中学校

寺院
- 正福寺

神社
- 伊射波神社
- 彦瀧大明神

## 交通

### 鉄道路線
- 三重交通
  - 志摩線（現・近鉄志摩線）
    - 船津駅 - 加茂駅 - 松尾駅 - 白木駅

### 道路
- 国道167号